# Гатино
Гатино́ (фр. Gatineau) — город в Канаде в провинции Квебек. Расположен на реке Оттава напротив канадской столицы г. Оттава в провинции Онтарио. Ввиду тесной экономической, культурной и транспортной интеграции с Оттавой объединяется с ней и рядом других муниципалитетов в Национальный столичный регион.

## История
Название посёлка Гатино происходит от реки Гатино, о названии которой, в свою очередь, существуют дискуссии.
В начале 19 в. переселенец из США Филемон Райт основал у Шодьерских водопадов своё поселение Райтстаун (позднее — город Халл), где ещё при его жизни возникло множество мастерских и заводов, бурно развивалась лесная промышленность. Райтстаун быстро разросся до западного берега реки Гатино. Вскоре после сооружения канала Ридо на противоположном берегу реки Оттава Райтстаун уступил своё влияние соседней Оттаве, куда перетекла значительная часть рабочей силы, однако Райтстаун (переименованный в Халл) и возникшие вокруг него посёлки, в том числе Гатино на восточном берегу одноимённой реки, продолжали играть важную роль в древесной промышленности. Магнат из Халла Эзра Батлер Эдди был одним из наиболее влиятельных промышленников Канады своего времени.
Халльский пожар 1900 г. полностью уничтожил старый Халл и в значительной мере затронул также центральную часть соседней Оттавы.
В начале 20 в. в Бакингхеме произошли манифестации рабочих против семейства промышленных магнатов Макларенов. Агенты Макларенов убили двоих профсоюзных лидеров, убийство осталось безнаказанным.
В своих современных границах город существует с 2002 года, когда новообразованный город включил в себя несколько бывших муниципалитетов:
- Бакингхем (Buckingham),
- Гатино (исторический) (Gatineau),
- Массон-Анже (Masson-Angers),
- Халл (Hull; также называется Аль по французской норме произношения),
- Элмер (Aylmer).

Хотя из этих бывших муниципалитетов Халл был наиболее многочисленным по своему населению и влиятельным экономически, власти предпочли дать новому городу франкоязычное название Гатино.

## Население
Численность населения: 226 296 жителей (2001, общеканадская перепись), 242 124 (2006 общеканадская перепись). Рост — 22 тыс. человек (7 % за 5 лет). Это 17-й по величине город Канады. Так как Гатино находится на территории Квебека, единственным официальным языком здесь с 1974 года является французский язык: он является родным для 88 % населения, 10 % пользуются английским, 2 % прочими языками.
Расы: 92 % — белые, 5 % чёрные, 3 % азиаты. В отличие от других регионов Квебека, в городе сильны профедеральные, а не сепаратистские настроения. Это связано с тем, что многие жители Гатино находят работу в соседней Оттаве, где также имеются франкоязычные анклавы (в частности, Ванье, Орлеан).
Русскоязычные эмигранты нередко предпочитают жить в районах Плато или Эйлмер.

## Культура и искусство

### Музеи и выставочные галереи

#### Музеи
- Канадский музей цивилизации.
- Винтажные крылья Канады
- Дом-музей «Гостиница Симмса» (Symmes Inn)
- Музей пионеров

#### Выставочные галереи
- Центр современного искусства региона Оттава
- Выставочный центр Art-Image
- Выставочный центр l’Imagier
- Культурный центр Старого Элмера
- Галерея Stone School
- Галерея Linart
- Галерея Montcalm
- Галерея Old Chelsea
- Дом писателей (Maison des auteurs)

#### Центры интерпретации культурного наследия
- Музей защиты леса от пожара
- Центр «Белохвостый олень»
- Центр Walleye
- Центр наследия Plaisance
- Les Brasseurs du Temps

### Развлечения
- казино Лак-Лими
- развлекательный комплекс «Амиго» на востоке города (гольф, картинг)
- сафари-парк «Омега» между Монтебелло и Нотр-Дам-де-Бонскур
- сафари-парк «Папанак»
- gаровая железная дорога Халл-Челси-Уэйкфилд, fr:http://fr.wikipedia.org/wiki/Train_à_vapeur_Hull-Chelsea-Wakefield

### Театры
- театр в казино Лак-Лими
- театр Острова

## Наука и образование
В городе расположен Университет Квебека в Оттаве (кампус Квебекского университета), отделение Национального автономного университета Мехико, франкоязычный Колледж Квебекской Оттавы и англоязычный Херитидж-колледж.

## Пресса
В городе выходит ежедневная газета Le Droit, бесплатная газета La Revue (закрыта в 2018 году), а также еженедельные газеты различных секторов города. Также новости Гатино часто освещаются в прессе соседнего г. Оттава (Ottawa Citizen, Ottawa Sun и др.), которая также распространяется в Гатино.

## Экономика

### Промышленность и бизнес
Исторически Гатино с момента основания был одним из центров канадской древесной промышленности. Здесь возникли спичечный и бумажный заводы Э. Б. Эдди, пивоварня (ныне Театр Острова). В развитии восточных секторов будущего Гатино большую роль сыграло семейство Макларенов.

### Торговля
В Гатино есть несколько торговых центров:
- Galeries d’Aylmer
- en:Les Galeries de Hull
- en:Les Promenades de l'Outaouais
- en:Village Place Cartier

Кроме того, вдоль ряда улиц (Лаваль, Портаж, бульвар Сен-Жозеф и др.) расположено большое количество кафе и небольших магазинов. Крупной торговой артерией является бульвар Гребе.

## Транспорт

### Мосты
Несколько мостов соединяют Гатино с северной частью Оттавы (Шамплена, Принца Уэльского (закрыт), Шодьерский, Портаж, Александры, Макдональда-Картье). Небольшое количество мостов компенсируется наличием паромов на западе и востоке города. Кроме них, существует несколько мостов через реки внутри Гатино (в частности, мост улицы Монкальм, использующий элементы конструкции Эйфелевой башни).

### Дороги
В городе проложено большое количество туристских троп и велосипедных дорог. В 2011 г. появилась сеть стоянок с арендуемыми велосипедами BiXi, охватывающая юг Гатино и север Оттавы, однако она ещё не успела приобрести популярность, в частности, из-за высоких тарифов.
Крупнейшие улицы Гатино:
- бульвар-дез-Аллюметтьер
- бульвар Мезоннёв
- бульвар Гребе
- бульвар Александр-Таше
- бульвар Сен-Жозеф

### Автомагистрали
Через город проходят квебекские магистрали 5 и 50.

### Автобусный транспорт
Город обслуживает автобусная сеть en:Société de transport de l'Outaouais/STO, несколько маршрутов которой заканчиваются на территории соседней Оттавы. Транзитный билет, приобретённый у водителя, позволяет пересаживаться на автобусы Оттавы (действует и обратное правило).
C 2014 г. в городе введён в действие Rapibus — сеть скоростного автобусного транзита с сетью терминалов, аналогичной существующей в соседней Оттаве. В отличие от обычных городских автобусов (белого цвета), автобусы скоростных маршрутов Rapibus раскрашены в синий и зелёный цвета (городские цвета Гатино).
С июня 2015 г. сообщение между Гатино и рядом удалённых городов перешло от STO к новосозданной компании Transcollines.

### Железные дороги
Ранее в Гатино процветал железнодорожный транспорт, который к началу XXI века пришёл в полный упадок. 2 железнодорожных моста не используются, как и большинство железнодорожных путей, однако у городских властей нет денег на их демонтаж. На небольшом участке железной дороги организован туристский аттракцион — поезд с паровозной тягой.
В конце 2010-х гг. был одобрен проект сооружения лёгкого метро в Гатино (с пересадочной станцией в центре Оттавы), который строится.

### Авиация
В Гатино находится небольшой аэропорт Оттава-Гатино, откуда самолёты летают только в г. Квебек. Нежелание авиакомпаний пользоваться аэропортом в основном связано с тем, что в нём до сих пор отсутствует диспетчерская башня. Пассажирское авиасообщение происходит через расположенный в Оттаве аэропорт Макдональда-Картье.